# Benevolent Dictator for Life

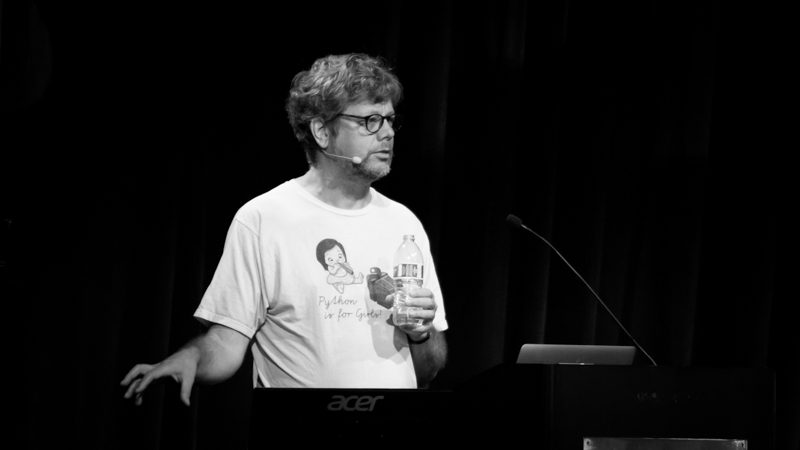
Guido van Rossum, est le créateur du langage de programmation Python. Il continue à travailler dessus en tant que BDFL.

Ne doit pas être confondu avec Dictateur bienveillant.

Benevolent Dictator for Life (BDFL) (littéralement « dictateur bienveillant à vie ») est le surnom donné à une personne respectée de la communauté de développement open source qui définit des orientations générales d'un projet donné. Ce nom est un jeu de mots entre dictateur bienveillant et président à vie.

## Description
Le BDFL est la personne qui détient effectivement des pouvoirs similaires à ceux d'un dictateur sur ce projet. Cependant, les autres développeurs et utilisateurs lui font confiance pour qu'il n'abuse pas de ses pouvoirs. Le terme est utilisé pour plaisanter, car les « sujets » du chef du projet contribuent volontairement, et le produit final pourra être utilisé par tout le monde. Dans ce contexte, un dictateur n'a du pouvoir que sur le processus, et ce uniquement tant que la confiance règne.
Une variante est Self-Appointed Benevolent Dictator for Life (SABDFL), littéralement « bienveillant dictateur à vie autoproclamé ».
C'est le pseudonyme du milliardaire sud-africain Mark Shuttleworth, reflétant ainsi l'influence qu'il exerce sur la communauté Ubuntu.
Par extension, cette dénomination a également été donnée à certains fondateurs de tiers-lieux, lieux où la culture libre et l'absence de hiérarchie est mise en avant. 
Antoine Burret , auteur de Tiers-lieux et plus si affinités  insiste sur la différence avec un « chef », ou supérieur : « Il y a une différence importante, c’est qu’il n’y a pas de lien hiérarchique. Celui qui ne veut pas suivre peut partir. J’insiste sur un point : il peut partir et reprendre le projet pour aller dans un autre sens que celui voulu par le premier promoteur. Le pouvoir n’appartient au dictateur bienveillant que dans la mesure où la communauté lui donne sa confiance. Chacun est libre. » 

## Exemples
- Linus Torvalds, le créateur du noyau Linux ;
- Guido van Rossum, créateur de Python[4],[5] ;
- Larry Wall, le créateur de Perl ;
- Theo de Raadt, le créateur du système d'exploitation OpenBSD ;
- Patrick Volkerding, le créateur de Slackware[6] ;
- Matz, le créateur de Ruby ;
- Bram Moolenaar, auteur de Vim
- Daniel Robbins, le créateur de Funtoo ;
- Mark Shuttleworth se donne lui-même le titre de « dictateur bienveillant à vie auto-proclamé » (« Self-Appointed Benevolent Dictator For Life ») et la communauté Ubuntu utilise souvent ce titre pour le désigner[7],[8].
- Eugen Rochko, créateur de Mastodon ;
- Ton Roosendaal, créateur du logiciel Blender ;
- Laurent Destailleur, pour le projet Dolibarr ERP CRM[9].